# Таштыкская культура
Ташты́кская культу́ра — археологическая культура Южной Сибири железного века (II век до н. э. — V век н. э.). Будучи во многом преемницей тагарской культуры, принципиально отличается от неё широким распространением железа. Хозяйство по-прежнему оставалось земледельческо-скотоводческим. Новшеством было появление примитивной сохи, которая, впрочем, не вытеснила мотыгу.
О социальном развитии таштыкцев свидетельствуют погребения. Они разделяются на скромные грунтовые могилы и огромные склепы, похожие на поздние захоронения тагарской знати. Енисейская аристократия сохраняет прежние, «скифские» обычаи бальзамирования, боевой татуировки. Появляется и новое: в склепы кладут куриные яйца, с покойников снимают гипсовые маски, встречаются захоронения кукол. В склепах найдены деревянные части китайских церемониальных зонтиков, которые у хуннов служили знаками власти.

## История исследования
Первые письменные сведения о памятниках таштыкской эпохи оставлены руководителем академической экспедиции в Сибирь П. С. Палласом (1768—1774). Он сообщает со слов кладоискателей о погребальных масках: «…случалось находить сделанные на фарфор похожей материи тощие человеческие головы обыкновенной величины, раскрашенные зелёными и красными красками».
Регулярные археологические исследования таштыкских памятников начинаются с 1883 года раскопками ревизора губернского акцизного управления А. В. Адрианова на острове Тагарском близ Минусинска. В 1903 году Адрианов раскопал крупнейший памятник таштыкской культуры — Оглахтинский могильник. Там были обнаружены погребальные маски, а также разнообразное оружие, включая большие прямоугольные щиты из натянутой на деревянный каркас кожи.
В отдельную историческую культуру памятники были выделены в 1920-е годы С. А. Теплоуховым после комплексных исследований в районе села Знаменка, в частности, на реке Таштып.
Наиболее крупные исследования таштыкских памятников в 1930—1940-е годы провёл С. В. Кисёлев. Большим достижением явились раскопки Ташебинского дворца. В 1960—1970-е годы были проведены охранные раскопки в зоне затопления Красноярского водохранилища. Впервые исследовались целые кладбища, а не отдельные могилы. Около склепов, среди грунтовых могил, были вскрыты ямки с остатками тризн и целые поминальные комплексы. Работа проводилась под руководством М. П. Грязнова.

## Погребальные маски
После сожжения на ритуальном костре кальцинированные кости покойных зашивались в меховые мешочки, которые помещались в набитые травой куклы из шкур домашнего скота. В степных районах Хакасии сохранились могильники с подобными куклами. На место лица куклы укладывалась портретная погребальная маска, слепленная по снятому с лица покойного слепку из глины с добавлением гипса и известняка. Иногда маски имеют форму бюста. Перед захоронением маски расписывали, как правило, красной краской: на лбу обычно изображалась спираль, на подбородок и щёки наносились имитирующие румянец пятна.

## Причёска и головные уборы
Таштыкские головные уборы имеют аналоги среди других южносибирских культур, в частности, пазырыкской. По материалам Оглахтинского могильника известны головные уборы конического типа, прикрывающие затылок и уши, и головные уборы «в виде чепца или шапки-ушанки». Широко распространена среди таштыкцев была причёска в виде длинной косы из собственных или накладных волос, которая укладывалась на темени. Остальные волосы при этом сбривались. В качестве накосников использовались туески из бересты, которые обтягивали пёстрым китайским шёлком Аналогичную функцию, видимо, выполняли и обнаруженные археологами кожаные мешочки, набитые волосами или травой..

## Захоронения
Курганы-склепы имеют вид каменно-земляных насыпей диаметром 10—20 м, высотой 0,4—1,5 м, с западинами в центре. По периметру котлована сооружали ограду — крепиду, с запада устраивали наземные входы — дромосы. Стены либо облицовывались плитами, либо тыноми клетью, вдоль стенок — полати из плах в 1—2 яруса, перекрытие из брёвен, бересты и плиток.
Склепы после окончания в них захоронения поджигали. Хоронили преимущественно кремированные кости умерших, видимо, помещённые в куклы, а в ранних склепах встречаются скелеты и парциальные погребения. Вместилищами для пепла служили матерчатые мешочки, сумочки из травы, коробки из бересты, деревянные ящички и внутренняя полость масок-бюстов. Число погребённых в склепах в виде трупов, кукол и просто пепла в мешочках различается в зависимости от размеров конструкций. В простых малых склепах укладывались от 10 до 40 покойников. В большие склепы помещали до 100 и более остатков кремированных людей. Захоронения детей в возрасте до 7 лет совершались обособленно. На окраинах таштыкских грунтовых кладбищ, чаще всего рядом со склепами, устанавливали ряды каменных стел с поминальным ямками. Они служили местом отправления жертвенных тризн по умершим родственникам. Перед каменными столбами в ямку или прямо на поверхность земли клали напитки в горшках и куски мяса, преимущественно баранины или говядины.

## Антропологический тип, этническая и генетическая принадлежность
Представители культуры имели смешанный антропологический тип, о чём свидетельствуют погребальные маски в Эрмитаже, Минусинском и Хакасском музеях. «Среди них встречаются как европеоиды, далёкие потомки местного населения эпохи раннего железа, так и монголоиды, освоившие территорию Среднего Енисея в последние века». В склепах знати у погребённых в большей степени выражена монголоидность, нежели в рядовых захоронениях, где долго преобладали европеоидные черты покорённого тагарского населения.
В советской археологии после работ С. В. Киселёва и Л. Р. Кызласова возобладала теория динлино-гяньгуньского этногенеза, согласно которой таштыкская культура отразила формирование на Енисее единого этноса «древних хакасов» (енисейские кыргызы) путём ассимиляции тюркоязычных динлинов пришлыми тюркоязычными гяньгунями. Однако китайские источники считают гяньгуней (енисейских кыргызов) прямыми потомками динлинов. В более поздних работах Ю. С. Худякова эта концепция ставится под сомнение и делается вывод о том, что памятники таштыкской культуры в Минусинской котловине «не имеют отношения к этнокультурогенезу древних кыргызов».
По мнению некоторых антропологов, антропологический тип таштыкцев соответствует современной уральской расе, и является исходным для ряда современных этнических групп Саяно-Алтая, в том числе и для части хакасов. Завершение формирования современного антропологического состава хакасов падает на начало II тысячелетия нашей эры, то есть на период расцвета культуры Кыргызского каганата.
В извлечённых мтДНК пяти женщин из останков в погребении таштыкской эпохи выявлены линии C, HV, H, N9a, и T1. Представитель таштыкской культуры TASTYK S34 относится к Y-хромосомной гаплогруппе R1a1a, отличаясь от представителя тагарской культуры TAGAR S24 лишь на одну мутацию и являясь прямым потомком тагарцев, которые, несмотря на смену культуры, продолжали существовать.